# Paul Hornick
Paul Hornick (* 18. September 1898 in Forst in der Lausitz; † 9. September 1964 in Cottbus) war ein deutscher Politiker (KPD, SED).

## Leben und Wirken
Paul Hornick besuchte von 1905 bis 1913 die Volksschule in Forst. Danach absolvierte er bis 1916 eine Lehre zum Stuckateur. Parallel dazu engagierte er sich seit 1913 in der proletarischen Jugendbewegung in Berlin und war auch gewerkschaftlich aktiv.
1919 trat Hornick in die Kommunistische Partei Deutschlands (KPD) ein. Im gleichen Jahr beteiligte er sich an der Gründung der KPD-Ortsgruppe in Forst. Im weiteren Verlauf der 1920er Jahre nahm Hornick zahlreiche Funktionärsposten innerhalb der KPD wahr: So gehörte er der KPD-Bezirksleitung in der Lausitz und in Berlin-Brandenburg an. Außerdem amtierte er zeitweise als 1. Sekretär der Bundesführung des Rotfrontkämpferbundes. Von 1930 bis 1932 gehörte er zudem als Abgeordneter seiner Partei für den Wahlkreis 2 (Berlin) dem Reichstag an.
Nachdem Hornick im Juli 1933 kurzzeitig verhaftet worden war, ging er 1935 auf Weisung der Parteiführung der KPD nach Belgien, um von Brüssel aus die illegale Grenzarbeit der KPD im belgisch-deutschen Grenzgebiet zu leiten. Während des Spanischen Bürgerkrieges gehörte Hornick von 1937 bis 1939 den Internationalen Brigaden an, unter anderem als Stabsoffizier der XI. Internationalen Brigade. Nach der Niederlage der Republikaner war er bis 1942 in Le Vernet und in Algerien interniert. 1943 emigrierte er in die UdSSR.
1956 kehrte Paul Hornick in die DDR zurück und trat der Sozialistischen Einheitspartei Deutschlands (SED) bei. Beruflich betätigte er sich zunächst als Assistent des Direktors des Volkseigenen Betriebs Schwarze Pumpe Hoyerswerda. Von 1958 bis 1964 war er Vorsitzender der Bezirksparteikontrollkommission und Mitglied des Büros der SED-Bezirksleitung Cottbus. 1958 erhielt er den Vaterländischen Verdienstorden in Silber.